# ناحیه ادیر، شهرستان کامدن، میزوری
شهرستان ادیر، بخش کامدن، میسوری (به انگلیسی: Adair Township, Camden County, Missouri) در ایالات متحده آمریکا است که در میزوری واقع شده‌است.

## خصوصیات
شهرستان ادیر ۲۷۶٫۹۶ کیلومترمربع مساحت و ۲٬۷۸۰ نفر جمعیت دارد و ۲۶۵ متر بالاتر از سطح دریا واقع شده‌است.